# Route 39 (Manitoba)
La Route 39 (PTH 39) est une route provinciale du Manitoba. Elle relie la route 10 (vers Flin Flon) à la route 6 (vers Thompson).

## Description du tracé
La route 39 débute dans les limites du Parc provincial de Grass River à une intersection avec la route 10 quelques kilomètres au sud de Cranberry Portage. Elle se dirige vers l'est en traversant le parc. Elle le quitte et passe par Tramping Lake et traverse la municipalité de Snow Lake. Elle longe la rive sud du Lac Wekusko sur quelques kilomètres pour ensuite poursuivre son trajet en longeant la rivière Mitishto. Elle prend fin à la jonction avec la route 6 près de Ponton.

## Intersections majeures
| Division              | Ville                          | km     | Destinations                                              | Notes                               |
| --------------------- | ------------------------------ | ------ | --------------------------------------------------------- | ----------------------------------- |
| No. 21                | Parc provincial de Grass River | 0,00   | PTH-10 – Le Pas, Flin Flon                                |                                     |
| No. 21                | Snow Lake                      | 100,50 | PR 392 nord – Snow Lake, Parc provincial de Wekusko Falls | Terminus sud de la PR 392           |
| No. 21                |                                | 118,40 | PR 596 sud – Wekusko                                      | Terminus nord de la PR 596          |
| No. 21                | Ponton                         | 164,00 | PTH-6 – Thompson, Winnipeg                                | La PTH-39 est devient la PTH-6 nord |
| - Transition de route |                                |        |                                                           |                                     |